# Godégisile
Pour les articles homonymes, voir Godégisel (homonymie).
Godégisile (ou Godegisel, Godigisèle, Gondégisile), mort en 500, est un prince burgonde, successeur avec ses trois frères du roi Gondioc.

## Biographie
Godégisile est le fils cadet de Gondioc, roi des Burgondes dans le troisième quart du Ve siècle, et le  frère de Gondebaud, de Chilpéric et Godomar.

### Le partage du royaume des Burgondes
En 473, à la mort de Gondioc, le royaume burgonde est partagé entre ses fils.
Godégisile reçoit le nord du royaume avec les cités de Besançon, Langres, Chalon-sur-Saône, Autun, Genève et le Valais. Il établit sa capitale à Genève (à Besançon, selon la Fondation for Medieval Genealogy (FMG) : « He succeeded his father in 473 as Godegisel King of Burgundy, based at Besançon ».
Chilpéric et Gondemar disparaissent assez tôt, sans doute du fait de Gondebaud ; selon une version plus ou moins fiable, ils se seraient ligués vers 485 contre Gondebaud et auraient tenté de le détrôner, Godegisile restant neutre. Les deux rebelles auraient été vaincus et tués en 486.
Godegisile gouverne alors conjointement avec son frère le territoire situé autour du Rhône et de la Saône ainsi que la province de Marseille.
Bien qu'il soit arien, comme l'ensemble des Burgondes, il épouse une chrétienne nicéenne nommée Théodelinde[réf. nécessaire]. De ce mariage naissent deux fils.

### La rébellion de Godegisile
En 500, il s'allie avec Clovis Ier, époux de la fille de Chilpéric, Clotilde, contre Gondebaud, dans l'espoir de devenir seul maître du royaume burgonde. Mais il est vaincu dans la cité de Vienne et exécuté. Gondebaud fait aussi, probablement, noyer Théodelinde dans le Rhône et décapiter ses deux fils. Seules, deux petites-filles de Godégisile, Gondioque et Sédéleubeude, échappent au massacre. Gondioque épousera par la suite les fils de Clovis Clodomir, roi d'Orléans, et Clotaire, roi de Soissons.